# Fritz M. Warburg
Fritz Moritz Warburg (* 12. März 1879 in Hamburg; † 13. Oktober 1964 in Netzer Sereni, Israel) war ein deutscher Bankier und jüngster Spross der Hamburger Bankiersdynastie Warburg. Seine Brüder Paul Moritz Warburg, Max Moritz Warburg und Felix Moritz Warburg wirkten ebenfalls als international bedeutende Bankiers und Politikberater. Fritz M. Warburgs Bruder Aby Warburg war Kunsthistoriker und Gründer des renommierten Warburg Institute in London.

## Leben
Fritz M. Warburg wurde als letzter von fünf Söhnen in die Familienlinie der am Hamburg-Rotherbaum ansässigen Mittelweg-Warburgs von Moritz M. Warburg (1838–1910) und seiner Frau Charlotte Esther Warburg, geb. Oppenheim (1842–1921)  geboren. Sein Vater leitete die Hamburger M. M. Warburg & CO-Bank in der dritten Generation. 1908 heiratete er die Kindergärtnerin und Pädagogin Anna Beata Warburg (1881–1967) aus Stockholm, eine Cousine zweiten Grades. Aus der Ehe gingen die drei Töchter hervor: Ingrid Warburg Spinelli (1910–2000), Eva Warburg-Unger (1912–2016)  und Charlotte Esther, genannt Noni (geb. 1922), nach ihrer Heirat Esther Shalmon.
Nach einem Jurastudium mit einem Doktorabschluss in Rechtswissenschaften an der Universität Rostock wechselte er zur Disconto-Gesellschaft nach Frankfurt (Main). Ab 1907 wurde er Teilhaber  der in Hamburg ansässigen familieneigenen Bank M.M. Warburg & CO, einer der bis heute größten Privatbanken Deutschlands.  Frühling 1915 während des Ersten Weltkriegs wurde Warburg als Handelsbevollmächtigter der Deutschen Reichsregierung für Schweden und Norwegen an der Außenstelle in Stockholm eingeladen und traf Knut Wallenberg, Hugo Stinnes und der Russische Politiker Alexander Protopopov. (Einige Jahre später wurde Max scharf kritisiert von dem anti-semitischen Journalist Theodor Fritsch für seinen Anteil.) 
Die Familie Warburg engagierte sich auch im sozialen Bereich. So war Fritz Moritz Warburg von 1933 bis 1938 Vorsitzender des Israelitischen Krankenhauses in Hamburg. Zudem war er Vorstandsmitglied und zeitweise Vorsitzender des Vereins der am Metallhandel beteiligten Firmen in Hamburg.
Nachdem die Privatbank der Warburgs im Mai 1938 „arisiert“ wurde, bereitete das Ehepaar Warburg die Emigration nach Schweden vor. Im Zuge der Novemberpogrome vom 9./10. November 1938 wurde Fritz Moritz Warburg zusammen mit 1000 Hamburger Juden verhaftet und ins Konzentrationslager Fuhlsbüttel verbracht, wo er bis zum 25. November festgehalten wurde. Die Familie emigrierte daraufhin in die schwedische Hauptstadt Stockholm und verbrachte dort die folgenden Jahre. Die letzten Jahre seines Lebens verbrachte Fritz M. Warburg in Israel.

## Privatbibliothek
Aus der Privatbibliothek von Fritz Moritz Warburg sind sechs Bände erhalten, die mit seinem Exlibris ausgestattet sind. Dargestellt ist das Bibliothekszimmer von Warburg mit Kamin, Sessel und einem Bärenfell, wie es auch auf einem zeitgenössischen Foto dokumentiert ist. Die Bände wurden im Zuge der Suche nach NS-Raubgut in der Württembergischen Landesbibliothek Stuttgart entdeckt.